# Elaphoglossum apodum
Elaphoglossum apodum là một loài dương xỉ trong họ Dryopteridaceae. Loài này được Kaulf. Schott ex J. Sm. mô tả khoa học đầu tiên năm 1841.